# Ким, Дженис
Дженис Ким (англ. Janice Kim; род. 21 октября 1969 года) — профессиональный игрок в го, автор нескольких книг по теории игры го.

## Биография
Дженис Ким родилась 21 октября 1969 года в Иллинойсе; детство и юность провела в Нью-Мексико. Она отправилась изучать го в Южную Корею под руководством 9 профессионального дана Чона Су Хёна. Дженис Ким стала представителем США на первом юношеском чемпионате мира по го в 1984, где заняла 3 место; в 1986 году она выиграла этот чемпионат. В 1987 году Дженис Ким стала первым неазиатским профессиональным игроком в го, получившим диплом Корейской ассоциации го; также она является одной из 5 женщин-неазиаток, имеющих статус профессионального игрока в го (вместе с Джоан Миссингэм, Светланой Шикшиной, Дианой Кёсеги и Марией Захарченко).
В 1997 году Дженис Ким открыла издательство Good Move Press и магазин Samarkand, продающий книги и оборудование для го. В том же году она выиграла матч против компьютерной программы Handtalk, где компьютер получил 25 камней форы. В 2003 году она получила ранг 3 профессионального дана. Совместно со своим учителем Чоном Су Хёном Дженис Ким является автором пяти книг по го серии Learn to Play Go. Ким написала сопроводительные статьи к американским выпускам манги «Хикару и го».
В последнее время Дженис Ким профессионально занимается игрой в покер, в 2008 году она заняла 4 место в World Poker Tour Ladies Championship.